# Leiurus brachycentrus
Espèce
Synonymes
- Androctonus quinquestriatus brachycentrus Ehrenberg, 1829
- Buthus beccarii Simon, 1882
- Leiurus nasheri Kovařík, 2007

Leiurus brachycentrus est une espèce de scorpions de la famille des Buthidae.

## Distribution
Cette espèce se rencontre au Yémen et dans le Sud-Ouest de l'Arabie saoudite.

## Description
Leiurus brachycentrus mesure de 60 à 72 mm.

## Systématique et taxinomie
Cette espèce a été décrite sous le protonyme Androctonus quinquestriatus brachycentrus par Ehrenberg en 1829. Elle suit son espèce dans le genre Buthus en 1875 puis dans le genre Leiurus en 1949. Elle est placée en synonymie avec Leiurus quinquestriatus par Levy et Amitai en 1980. Elle est relevée de synonymie et élevée au rang d'espèce par Lowe, Yağmur et Kovařík en 2014 qui dans le même temps placent Leiurus nasheri en synonymie.

## Publication originale
- Hemprich & Ehrenberg, 1829 : « Vorlaufige Uebersicht der in Nord-Afrika und West-Asien einheimischen Skorpione und deren geographischen Yerbreitung. » Verhandungen der Gesellschaft Naturforschende Freunde in Berlin, vol. 1, no 6, p. 348-362.